# Aristida tricornis
Aristida tricornis är en gräsart som beskrevs av Hildemar Wolfgang Scholz och P.König. Aristida tricornis ingår i släktet Aristida och familjen gräs. Inga underarter finns listade i Catalogue of Life.